# St. Jakobus (Schirmitz)

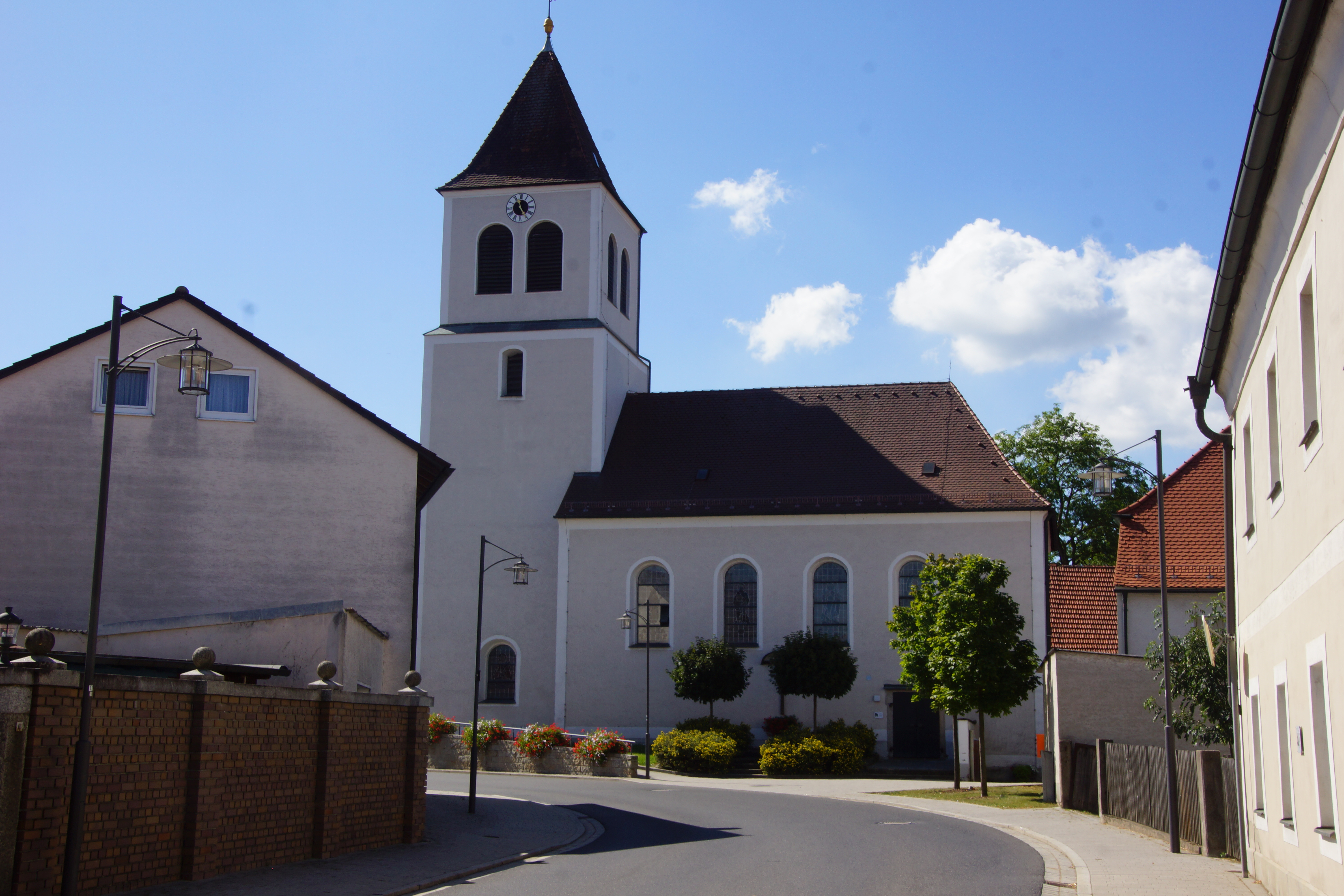
Filialkirche St. Jakobus in Schirmitz

Die denkmalgeschützte römisch-katholische ehemalige Pfarrkirche St. Jakobus am südlichen Rand des oberpfälzischen Ortes Schirmitz gehört zu der „Pfarrei Maria Königin in Schirmitz“. Die heutige Pfarrkirche von Schirmitz ist die 1958 fertiggestellte Kirche „Maria Königin“, diese wurde im Mai 1963 konsekriert.

## Geschichte
Urkundlich erwähnt wurde der Ort Schirmitz erstmals 1223 als Schirnwitz im Namen des Marcward von Schirnwitz als Ministeriale der Landgrafen von Leuchtenberg auftritt. In dem Pfarrverzeichnis der Diözese Regensburg von 1326 wird eine Pfarrei zu Schirmitz genannt, sie gehörte damals zu dem Dekanat Schwarzhofen und hat ein Einkommen von einer Silbermark. Zur Pfarre Schirmitz gehörte auch die 1964 selbständig gewordene Pfarrei Pirk mit Pischeldorf, Pirkmühle und Pirkerziegelhütte, Bechtsrieth, Zollhaus, Heilige Staude sowie Tröglersricht. Die Größe der ursprünglichen Pfarrei deutet auf eine frühe Errichtung hin.
Am 12. Januar 1332 überträgt der Regensburger Bischof Nikolaus von Ybbs den Neuzehent u. a. von Schirmitz an mehrere Regensburger Bürger. Von 1363 stammt die von den Landgrafen von Leuchtenberg erlassene sog. Pfaffenfreiheit, das ist das Recht, dass die Pfarrer ihr Eigentum nach ihrem Ableben an beliebige Personen weitergeben können; dies trifft auch für die Pfarrei Schirmitz zu. In den Leuchtenberger Lehenbüchern scheint Schirmitz als Kirchenlehen der Leuchtenberger auf. Bei dem Verkauf des Kolbhofes an die Alber heißt es, dass das Gut „hinter der Kirche“ gelegen habe. 1459 heißt es, die Pfarrei Schirnitz habe für den Dombau zu Regensburg 16 Regensburger Pfennige in Silber gespendet.
Im 16. Jahrhundert ist im Zuge der Reformation der Parochus zu Schirmitz Caspar Valentin Reulein „beweibt“; er ist hier noch 1596 tätig, obwohl seit 1583 das Mandatum contra Clericos concubinarios gilt, aber der Priestermangel machte eine Ablöse in dem katholisch gebliebenen Territorium der Leuchtenberger nicht möglich. Erst 1605 ist er „abgeschafft“ worden und er musste sich „samt seinem Anhang oder vermeintem Weib“ aus der Landgrafschaft Leuchtenberg entfernen. Während des Dreißigjährigen Krieges wurde Schirmitz von Priestern der Societas Jesu betreut. Eine in den Kriegszeiten verloren gegangene Glocke wurde in der Nachkriegszeit von dem Glockengießer Johann Schelchhorn aus Regensburg für 91 fl und 12 Kreuzer angefertigt. 1750 wird das Kirchenschiff wegen der zunehmenden Zahl an Gläubigen nach Westen hin verlängert. Eine beim späteren Abbruch des Altars gefundene Weihekapsel enthält ein Weiheformular um 1700 von Weihbischof Albert Ernst von Wartenberg.
1616 wird ein Pfarrhof errichtet, aber bereits 1670 wird von einem baufällig gewordenen Pfarrhof zu Schirmitz berichtet, dieser habe 40 Jahr öd gestanden. 1842 wird das Pfarrhaus neu erbaut, ebenso 1954/56.
Von 1752 bis 1754 ist das Langhaus mit der Sakristei des Gotteshauses neu und breiter gebaut worden. Der Turm über dem Presbyterium blieb erhalten, ebenso der eingezogene quadratische Chor mit Kreuzgewölben. Der Amberger Stadtbaumeister Wolfgang Dürmann führt die Bauten 1752/53 aus. Zimmermeister ist Lorenz Graf von Amberg und sein Sohn Georg Lorenz. Die Fensterscheiben wurden von der Glashütte in Reichenhall bezogen. Die rokokoartige Kanzel, das Kommunionsgitter, die Sakristeischränke und die Kirchenstühle wurde von dem Schreinermeister Stefan Rast aus Leuchtenberg gefertigt; die Malereien, auch die Evangelisten der Kanzel, stammen von Johann Mathias Götz von Neustadt an der Waldnaab. Der Bildhauer Johannes Roßmann aus Oberviechtach hat für die Kanzel einen Engel mit Posaunen über dem Schalldeckel und weitere Verzierungen geschnitzt.
1936 wird an den Turm die sogenannte „Kinderkirche“ abgebaut, dies ist die heutige Jakobskapelle. In ihr befindet sich eine Jakobsstatue von 1989 des Holzbildhauers Wendelin Sperl.

### Neue Pfarrkirche „Maria Königin“

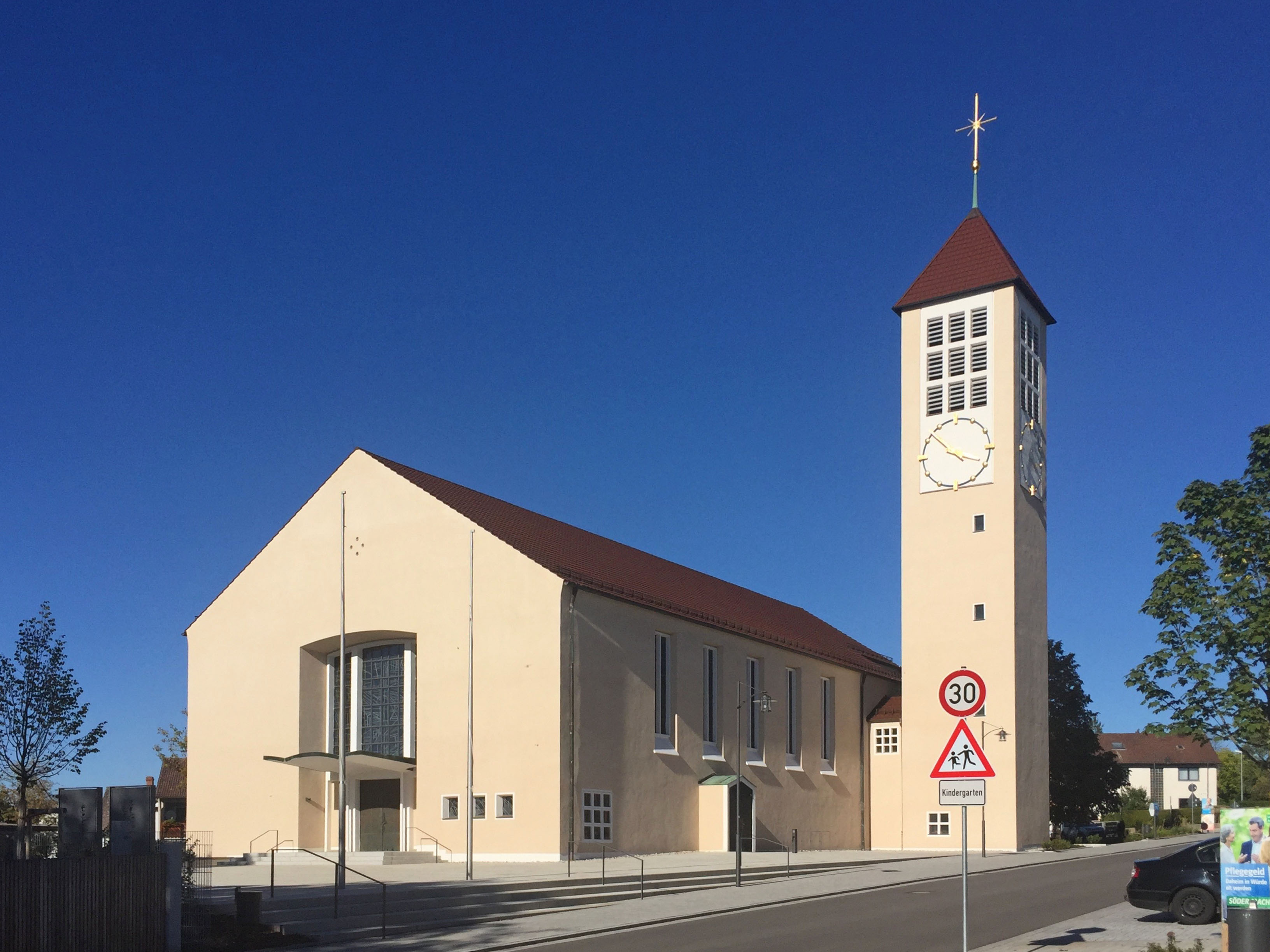
Pfarrkirche Maria Königin in Schirmitz

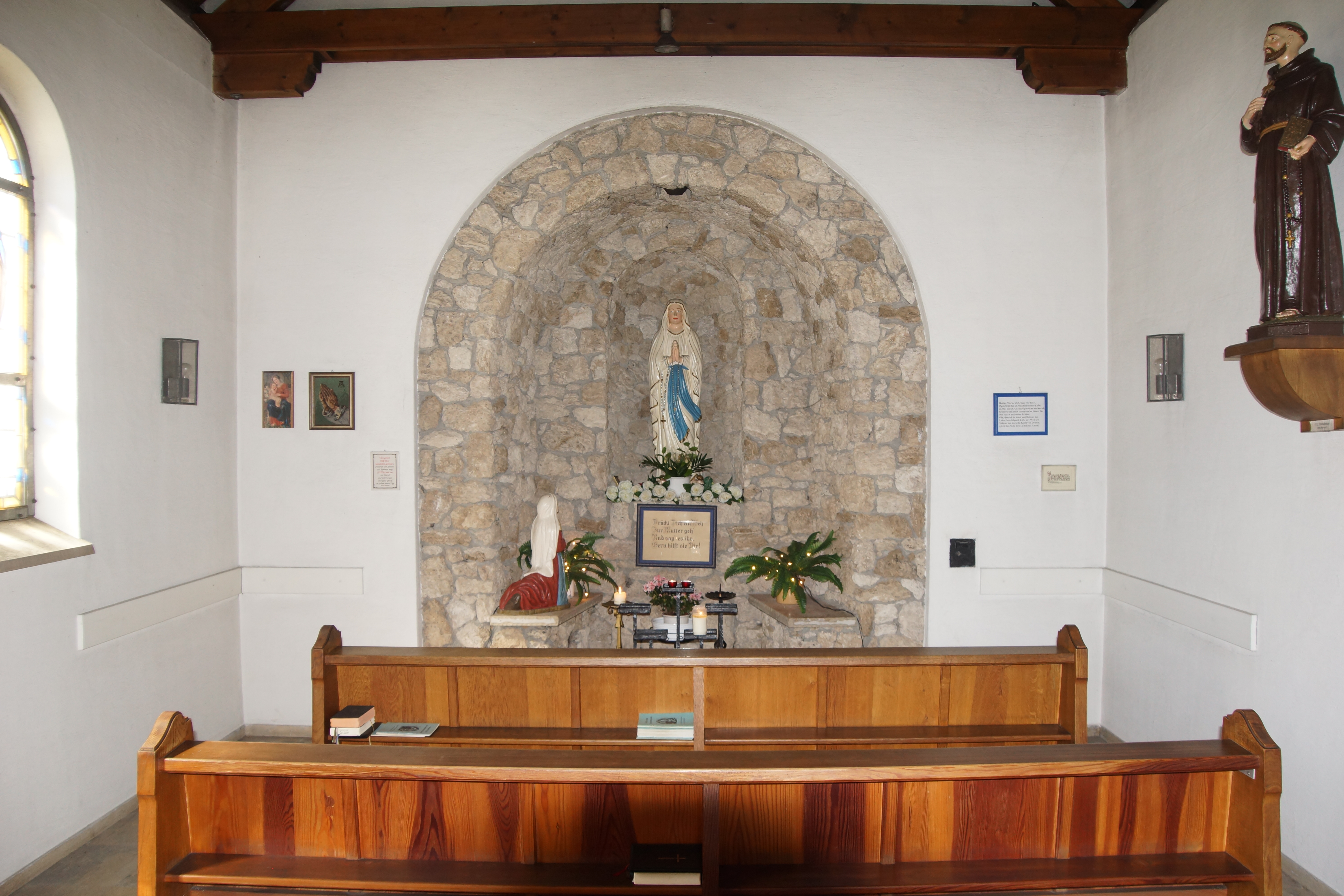
Altar der Pfarrkirche Maria Königin in Schirmitz

Ab 1957 wird nach einem geeigneten Gelände für einen Kirchenneubau und einem Pfarrsaal gesucht. Im Frühjahr 1957 wird die Planung durch Architekt Meckler vorgelegt und im Juli wird mit dem Bau begonnen, Grundsteinlegung war am 8. September 1957. Am vierten Adventssonntag 1958 wird die neue Kirche von Domkapitular Augustin Kuffner benediziert. Weihbischof Josef Hiltl hat am 26. Mai 1963 die neue Kirche „Maria Königin“ eingeweiht. 1962 wird ein Hochaltarbild für die Kirche mit dem Thema „Der zum Weltgericht wiederkehrende Christus“ entworfen und 1963 fertiggestellt. Ein weiteres Bild, „Maria Königin“, und ein Mosaikkreuzweg werden ab 1965 geplant und 1967 eingebaut. Am 22. April 1972 brannte die hiesige Sakristei völlig aus, sie wurde aber im gleichen Jahr wieder hergestellt.

## Baulichkeit
Der im Kern mittelalterliche Bau der Jakobuskirche ist eine Saalkirche mit einem Walmdach und einem eingezogenen Rechteckchor. Die Kirche ist aus Bruchsteinen errichtet, nur an den Ecken des Turms wird das Bruchsteinwerk durch Quader verstärkt. An der Ostseite des Chors befindet sich ein teilweise erhaltenes Schlitzfenster, das als romanisch zu deuten wäre. Der Chorturm wird von einem Pyramidendach abgeschlossen, hier findet sich die Jahreszahl 1752. Am 19. Mai 1924 wird mit dem Abbruch des alten Turmdaches begonnen und es wird ein Glockenturm mit 5,3 m Mauererhöhung neu aufgebaut.
Nach Südosten steht ein Kapellenanbau von 1936 mit einem Pultdach. Die zur Kirche gehörenden Ölbergkapelle ist ein Steildachbau über einem rechteckigen Grundriss mit einem Schweifgiebel aus der ersten Hälfte des 20. Jahrhunderts. Die Lourdeskapelle wurde in der ersten Hälfte des 20. Jahrhunderts errichtet, sie ist ein Satteldachbau mit eingezogener Rechteckapsis und einem Giebelreiter mit eingebautem Geläut.
Die Jakobuskirche wurde 1985 renoviert. Bei dem Einbau eines neuen Fußbodens kamen Mauerzüge eines Vorgängerbaus (die Außenmauern waren nicht breiter als der Turm) zum Vorschein.

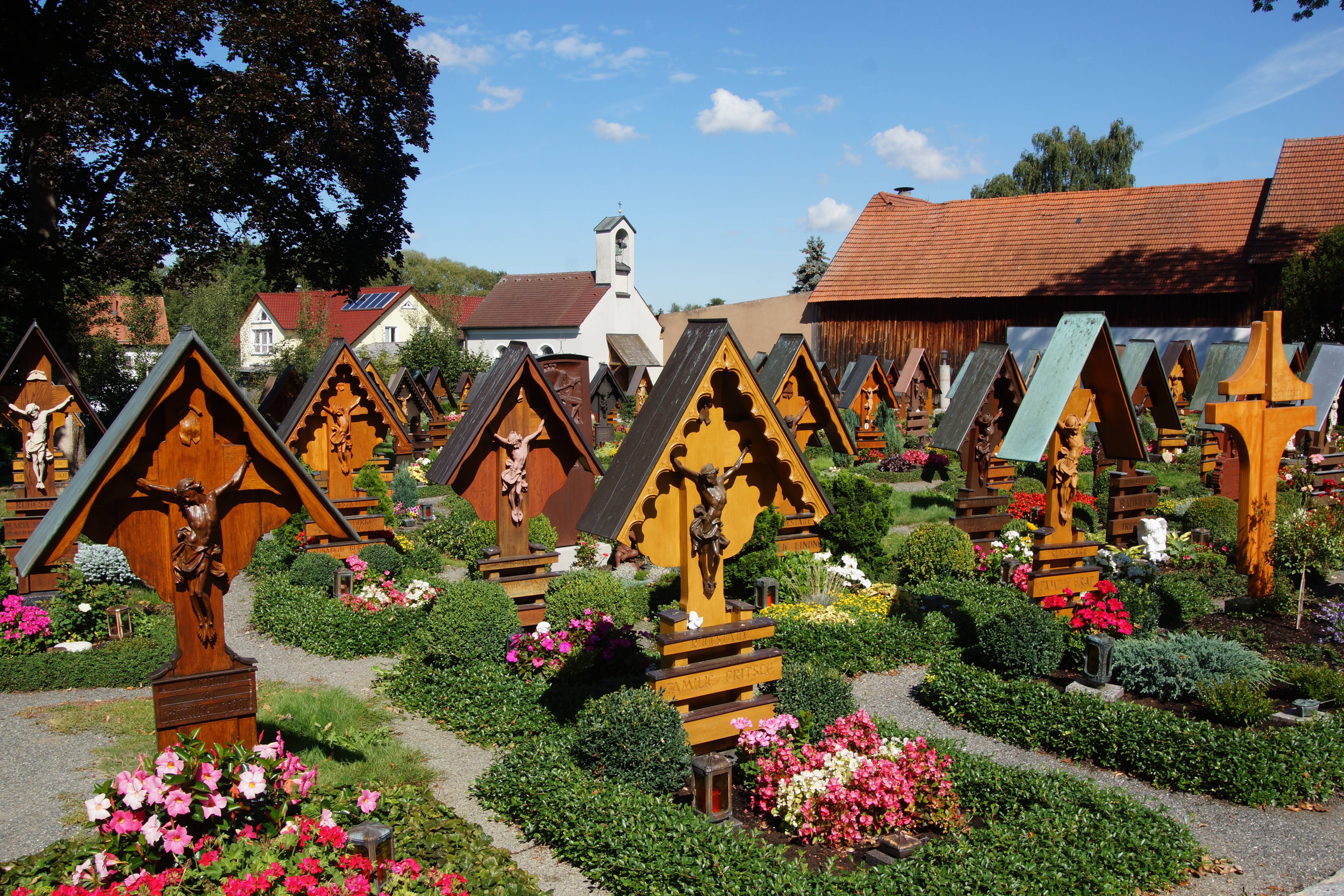
Friedhof bei der Jakobskirche in Schirmitz

Die Besonderheit des Friedhofes bei der Jakobskirche von Schirmitz besteht darin, dass die Grabkreuze ausschließlich aus Holz gemacht sind. Am Friedhof ist auch das Friedhofskreuz zu erwähnen; es ist ein Gusseisenkruzifix mit einer Beifigur, das auf einem gestuften Granitsockel steht und um 1900 errichtet wurde. 1934 wurde ein Leichenhaus errichtet und der Friedhof mehrmals erweitert. 1994 wurden am Leichenhaus auch Urnengräber errichtet.

## Innenausstattung
Die Kirche besitzt drei Altäre mit Rokokomuschelwerk. Der barocke Hauptaltar zeigt den hl. Jakobus den Älteren, der seine Hände über den Ort Schirmitz erhebt. Die Apostelfiguren Petrus und Paulus stehen neben dem Bild. Der linke Altar ist Maria Königin geweiht, es sind unter dem Marienbild auch die verdammten Seelen im Fegefeuer dargestellt. Der rechte Seitenaltar stellt die Steinigung des hl. Stephanus dar, er wird von Figuren des hl. Leonhard und des hl. Sebastian begleitet. Unter der Kanzel ist ein Taufstein aufgestellt.

## Glocken
Eine Glocke von 1766 wurde von Johann Silvius Kleeblatt in Amberg gefertigt. Um 1800 wird der Bischof von Regensburg um die Erlaubnis gebeten, die in Amberg umgegossene, alte zersprungene Glocke von dem Prälaten von Kloster Ensdorf weihen zu lassen, was auch genehmigt wurde. 1860 wird von drei Glocken gesprochen. 1942 wurden im Zweiten Weltkrieg drei Glocken abgenommen und für Kriegszwecke weggeschafft, eine kleinere Glocke verblieb im Ort. Am 26. November 1949 erhielt die Kirche von der Glockengießerei Johann Hahn vier neue Bronzeglocken, gestimmt auf d, f, g, a. Zwei Glocken werden für die neu erbaute Kirche „Maria Königin“ abgegeben, dafür erhält die Jakobuskirche eine neu gegossene Glocke der Glockengießerei Georg Hofweber.

## Orgel
Die alte Orgel besaß ein Rokokogehäuse. Innerhalb der Orgel befindet sich die Aufschrift „1797 ist die Orgel  durch den Bock von Trauschendorf umgesetzt worden“.
1959 wurde eine neue Orgel geplant und die Orgelbaufirma Weise aus Plattling wurde mit der Realisierung beauftragt. 1960 wurde die neue Orgel installiert (Konzertorgel mit drei Manualen und 30 klingenden Registern).